# Isabelle Arnfjell
Anna Isabelle Arnfjell, född i 27 december 1980 i Gävle är en svensk singer/songwriter som debuterade med albumet Something Pretty 2003.
År 2003 fick Isabelle ta emot Utbult-stipendiet i Jönköping, med juryns skriftliga motivering som lästes upp av Roland Utbult: "En målmedveten satsning och en stor begåvning. En röst med både nerv och bärighet. Vi vill med detta stipendium ge en uppmuntran till framtida satsning."
Isabelle signerades av skivbolaget Talking Music i början av 2006. I april inleddes inspelningen av hennes andra album i Nashville, Tennessee, tillsammans med producenten Stephen Leiweke vilket resulterade i albumet I Am Yours.
I februari 2009 släpptes hennes första skiva på svenska, Var tid med särskild nåd, som producerades av Erik Mjörnell.
Tillsammans med hennes make startade hon 2011 SOS Church Västerås.

## Diskografi

### Studioalbum
- 2003 – Something Pretty
- 2006 – I Am Yours
- 2009 – Var tid med särskild nåd

### Singlar
- 2002 – "Richest Folks In Town"
- 2006 – "You Got Me"